# The fifty nine icosahedra

Diagrama de estelación del icosaedro, con el triángulo central marcado correspondiente al icosaedro original

The Fifty-Nine Icosahedra (Los Cincuenta y Nueve Icosaedros) es un libro escrito e ilustrado por H. S. M. Coxeter, P. Du Val, H. T. Flather y J. F. Petrie. Enumera ciertas estelaciones del icosaedro regular convexo o platónico, de acuerdo con un conjunto de reglas propuestas por J. C. P. Miller.
Publicado por primera vez por la Universidad de Toronto en 1938, Springer-Verlag reeditó el libro en 1982. La tercera edición de Tarquin de 1999 incluyó nuevo material de referencia y fotografías de K. y D. Crennell.

## Contribuciones de los autores

### Reglas de Miller
Aunque Miller no contribuyó directamente al libro, fue un colega cercano de Coxeter y Petrie. Su aportación está inmortalizada en su conjunto de reglas para definir qué formas de estelación deben considerarse "adecuadamente significativas y distintas":
(i) Las caras deben estar en veinte planos, a saber, los planos delimitadores del icosaedro regular.
(ii) Todas las partes que componen las caras deben ser iguales en cada plano, aunque pueden estar desconectadas entre sí.
(iii) Las partes incluidas en cualquier plano deben tener simetría trigonal, con o sin reflexión. Esto asegura la simetría icosaédrica para todo el sólido.
(iv) Las partes incluidas en cualquier plano deben ser todas "accesibles" en el sólido completo (es decir, deben estar en el "exterior". En ciertos casos deberíamos requerir modelos de enorme tamaño para poder ver todo el exterior. Con un modelo de tamaño ordinario, algunas partes del "exterior" solo podrían ser exploradas por un diminuto insecto).
(v) Excluimos de la consideración los casos en que las partes se pueden dividir en dos conjuntos, cada uno de los cuales da un sólido con tanta simetría como la figura completa. Pero permitimos la combinación de un par enantiomorfo que no tiene una parte común (lo que en realidad ocurre en un solo caso).
Las reglas (i) a (iii) son requisitos de simetría para los planos frontales. La regla (iv) excluye los agujeros enterrados, para garantizar que no haya dos estelaciones aparentemente idénticas. La regla (v) evita cualquier compuesto desconectado de estelaciones más simples.

### Coxeter
Coxeter fue la principal fuerza impulsora detrás del trabajo. Llevó a cabo el análisis original basado en las reglas de Miller, adoptando una serie de técnicas como la combinatoria y la teoría de grafos abstracta, cuyo uso en un contexto geométrico era entonces novedoso.
Observó que el diagrama de la estelación constaba de muchos segmentos de línea. Luego desarrolló procedimientos para manipular combinaciones de las regiones planas adyacentes, con el fin de enumerar formalmente las combinaciones permitidas por las reglas de Miller.
Su gráfico, reproducido aquí, muestra la conectividad de las diversas caras identificadas en el diagrama de la estelación (véase más abajo). Los símbolos griegos representan conjuntos de posibles alternativas:
λ puede ser 3 o 4
μ puede ser 7 u 8
ν puede ser 11 o 12

### Du Val
Du Val ideó una notación simbólica para identificar conjuntos de celdas congruentes, basándose en la observación de que se encuentran formando cáscaras alrededor del icosaedro original. Basándose en esto, probó todas las combinaciones posibles sobre las reglas de Miller, confirmando el resultado del enfoque más analítico de Coxeter.

### Flather
La contribución de Flather fue indirecta, realizando modelos en cartulina de los 59 casos. Cuando conoció a Coxeter, ya había confeccionado numerosas estelaciones, incluidos algunos ejemplos que no cumplían las reglas de Miller. Luego pasó a completar la serie de cincuenta y nueve modelos, que se conservan en la biblioteca de matemáticas de la Universidad de Cambridge, Inglaterra. La biblioteca también tiene algunos modelos que no cumplen las reglas de Miller, pero no se sabe si fueron realizados por Flather o por los estudiantes posteriores de Miller.

### Petrie
John Flinders Petrie fue amigo de toda la vida de Coxeter y tenía una notable habilidad para visualizar la geometría en cuatro dimensiones. Junto con Coxeter, había trabajado en muchos problemas matemáticos. Su contribución directa a los cincuenta y nueve icosaedros fue el exquisito conjunto de dibujos tridimensionales que proporcionan gran parte del fascinante aspecto de la obra publicada.

### Los Crennell
Para la Tercera Edición, Kate y David Crennell reajustaron el texto y redibujaron los diagramas. También agregaron una sección de referencia que contenía tablas, diagramas y fotografías de algunos de los modelos de Cambridge (que en ese momento se pensaba que eran todos de Flather). Las correcciones a esta edición se han publicado en línea.

## Lista de los cincuenta y nueve icosaedros

Diagrama de estelación con conjuntos de caras numeradas

Diagrama de celdas con notación de Du Val para celdas

Antes de Coxeter, solo Brückner y Wheeler habían registrado conjuntos significativos de estelaciones, aunque algunas, como el gran icosaedro, se conocían desde hacía más tiempo. Desde la edición de The 59, Wenninger publicó instrucciones sobre cómo realizar modelos de algunas estelaciones. El esquema de numeración utilizado en su libro se ha vuelto ampliamente referenciado, aunque solo registró algunas de estas estelaciones.